# Gerbrand Bakker
Gerbrand Bakker (28 de abril de 1962) é um escritor holandês.
Bakker foi congratulado com o International Dublin Literary Award por Boven is het stil (2006), e com o Independent Foreign Fiction Prize por De omweg (2010).

## Biografia
Bakker é jardineiro profissional, tendo obtido a licença de jardineiro em 2006. Bakker também trabalha como instrutor de patinação no inverno.
Ele já trabalhou como legendador na televisão holandesa, criando legendas para a novela americana The Bold and the Beautiful, por exemplo. Bakker disse sobre este trabalho: "Eles tagarelam e tagarelam, mas você só tem sete segundos para uma legenda na tela. Foi isso que The Bold and the Beautiful me ensinou. Aprendi a deixar as coisas de fora."
Entre seus livros favoritos estão O Mar, o Mar (Iris Murdoch), Um belo quarto vazio (Edmund White), O Ursinho Poo (A. A. Milne) e O Vento nos Salgueiros (Kenneth Grahame).
Ele também já declarou que não gosta de voar.